# Cathédrale de l'Exaltation-de-la-Sainte-Croix de Bratislava
La cathédrale de l'Exaltation-de-la-Sainte-Croix (slovaque : Chrám Povýšenia vznešeného a životodarného kríža) est une cathédrale de l'Église grecque-catholique slovaque située à Bratislava, en Slovaquie. C'est la cathédrale de l'éparchie de Bratislava depuis le 30 janvier 2008. 